# Pedro Urraca
Fray Pedro de la Santísima Trinidad Urraca García, más conocido como el Padre Urraca (Jadraque, 1583-Lima, 7 de agosto de 1657) fue un fraile mercedario conocido y venerado en Lima por sus sermones y el apoyo que daba a los más necesitados.

## Vida
Nació en una familia acomodada en la villa de Jadraque, Obispado de Sigüenza, Provincia de Guadalajara de Castilla la Nueva, en 1583. 
Sus padres fueron el hidalgo don Miguel Urraca y doña Magdalena García. Fue bautizado con el nombre de Pascual, el cual fue cambiado por el de Pedro de la Santísima Trinidad por la gran devoción que profesó a este misterio.
Viaja a la América siendo muy joven a solicitud de su hermano Francisco, que era fraile del Convento de los Franciscanos de Quito. La leyenda cuenta que durante la travesía del Atlántico, el barco en el que viajaba se vio envuelto en una espantosa tormenta que puso a la tripulación en peligro de naufragar; debido a esto el joven Urraca se encomendó con fervor a la Santísima Virgen María, prometiendo que si lo salvaba, abrazaría la vida religiosa. La tormenta amainó y todos llegaron sin inconvenientes a Panamá, desde donde se embarcó a Quito. Al llegar, su hermano Francisco lo colocó en el colegio jesuita para que continuara sus estudios. En 1603 ingresó al noviciado mercedario. Pasó a vivir a Lima en 1608 y allí mismo recibió las sagradas órdenes y se consagró a la labor misional. Pasó un tiempo en España como confesor de los príncipes de Esquilache, pero en 1627 se le encuentra de nuevo en Lima. Se le conoce por la ayuda que daba a los necesitados, enfermos y moribundos y por los constantes martirios con los que flagelaba su cuerpo. 

Todavía vivo se le empezó a venerar como santo. Inmediatamente después de su muerte en Lima, acaecida en Lima el 7 de agosto de 1657, se inició el proceso de beatificación, que todavía no ha sido cerrado. Se le atribuye un sinfín de milagros y la capilla que lleva su nombre en la Basílica y convento de Nuestra Señora de la Merced en Lima (donde también descansan sus restos) es lugar de peregrinación de miles de fieles. Su causa de beatificación se inició en Roma el 29 de abril de 1682. Sus virtudes heroicas fueron proclamadas el 31 de enero de 1981 y fue declarado venerable por el papa Juan Pablo II.

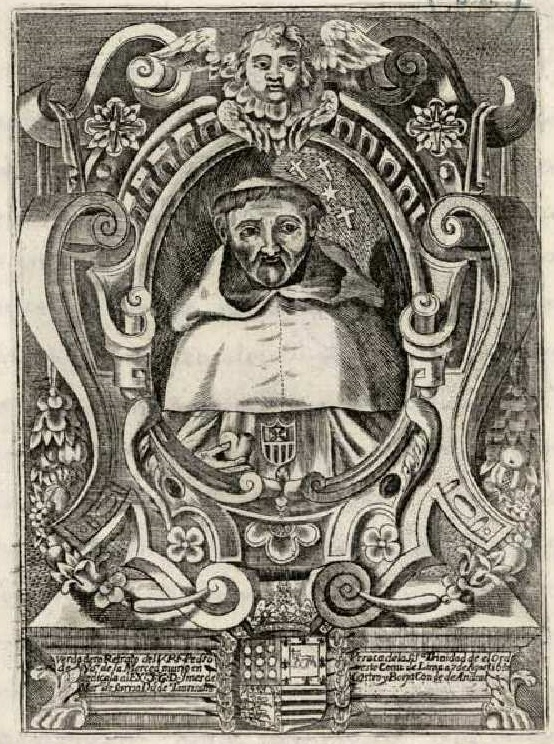
Retrato del padre Pedro Urraca de la Santísima Trinidad. Grabado anónimo incluido en el manuscrito del Breve epítome de la prodigiosa vida, muerte y raras maravillas del... P. Pedro Urraca de la Santísima Trinidad, hijo del convento de Quito y de esta Provincia de Lima, del Orden de N. S. de la Merced escrita por su confesor Fr. Francisco Mesía, y dedicada a Don Felipe IV. 1657. Biblioteca Nacional de España.